# AU (gruppo musicale)
Gli AU sono un gruppo pop sperimentale, con sede a Portland, nell'Oregon.

## Carriera
Gli AU furono fondati nel 2005 dal polistrumentista Luke Wyland, quando ancora stava per diplomarsi al Massachusetts College of Art and Design, la prima scuola d'arte a rilasciare titoli di studio validi negli Stati Uniti.
Dopo alcuni avvicendamenti nei primi anni di attività, sono entrati a far parte degli AU: Jonathan Sielaff, proveniente dal gruppo Parenthetical Girls, alla chitarra, al clarinetto e sega; Dana Valatka, componente dei Mustaphamond, alle percussioni. 

Alle registrazioni degli AU hanno partecipato anche Mark Kaylor (Hamor of Hathor, CexFucx), Becky Dawson (Saw Whet, Ah Holly Fam'ly) e Sarah Winchester (A Weather).
L'omonimo disco d'esordio Au fu recensito positivamente dai siti musicali Pitchfork e Stereogum; si posizionò al secondo posto come miglior album del 2007 nella classifica della rivista The Portland Mercury.
Dalla nascita del gruppo nel 2005, Wyland ha inciso, prodotto e pubblicato quattro album: AU - Au (2007); AU - Verbs (2008); AU - Versions (2009); AU - Both Lights (2012).

## Discografia
Album

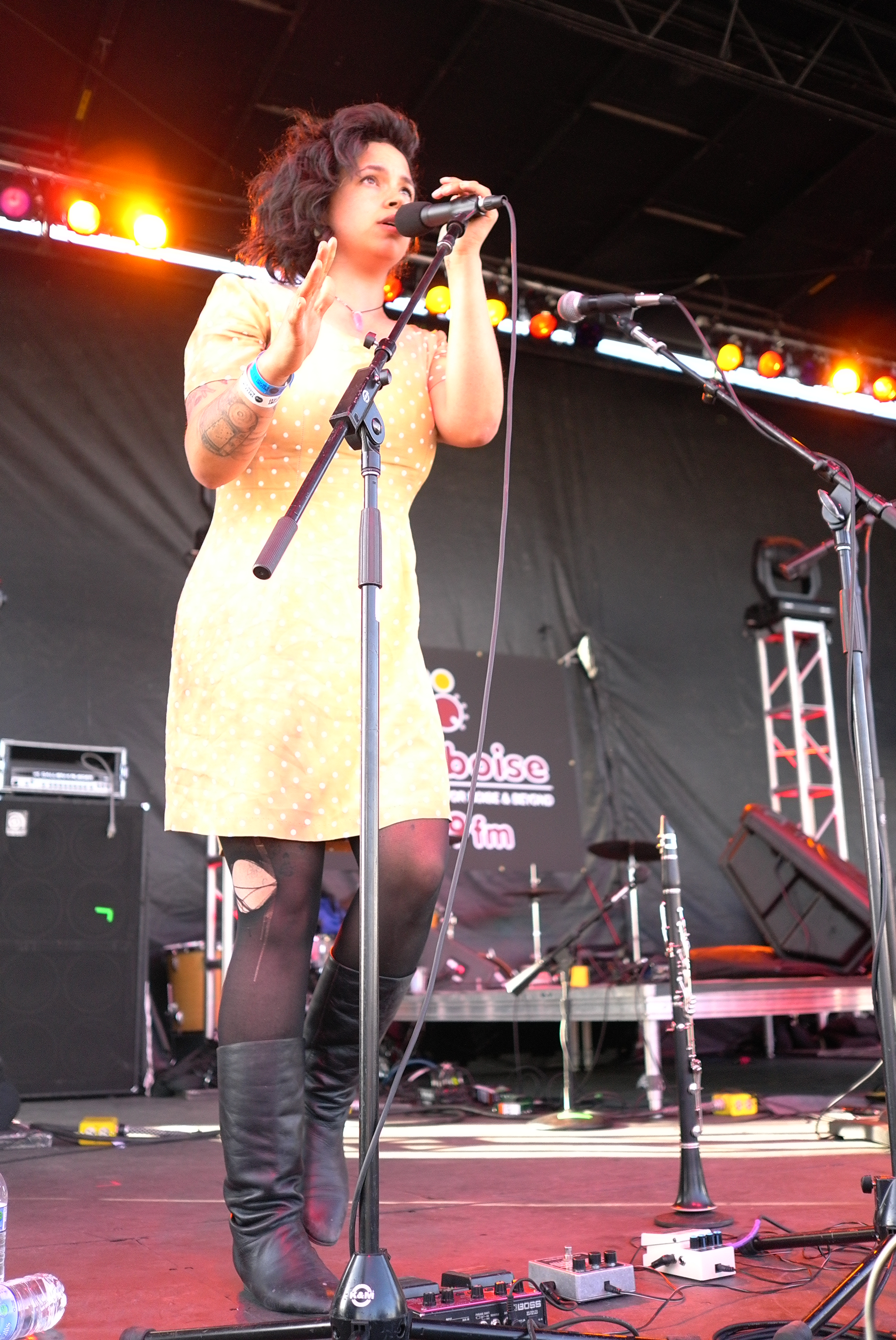
Gli AU al festival indie rock "Treefort Music Fest" del 2012 (a Boise, nell'Idaho)

- peaofthesea (2005), col nome d'arte di Luc
- Au (2007)[2]
- Verbs (2008)
- Versions (2009)[3]
- Both Lights (2012)[4][5][6]

Singoli
- RR vs. D (2008)
- Solid Gold (2012)